# James V. Scotti
Pour les articles homonymes, voir Scotti.
James Vernon Scotti (1960 – ) est un astronome américain.

## Biographie
Il est né à Bandon dans l'Oregon et a fait ses études secondaires au Woodway Senior High à Edmonds dans l'État de Washington en 1978. Il a obtenu son B.Sc. d'astronomie à l'université de l'Arizona à Tucson, en Arizona, en 1983.
Depuis cette date, il a travaillé sur le projet Spacewatch, l'un des projets recherchant les astéroïdes géocroiseurs (en anglais : Near-Earth Asteroid : NEA). Il a écrit le premier logiciel de détection automatique des astéroïdes pour le projet en 1984.
Il a découvert de nombreux astéroïdes et en particulier des astéroïdes géocroiseurs, dont (35396) 1997 XF11, qui fit brièvement sensation dans les médias lorsqu'un calcul préliminaire d'orbite indiqua la possibilité d'une collision avec la Terre en 2028 ; des observations ultérieures conduisirent à une orbite plus précise éliminant cette possibilité.
Il a également retrouvé plus de 60 comètes à partir de 1985 (les comètes étant soumises à des forces non-gravitationnelles dues au dégazage et au vent solaire, il est souvent très difficile de prédire leur position exacte et de les redécouvrir à chaque retour à leur périhélie). Il confirma la découverte de la célèbre comète Shoemaker-Levy 9, qui percuta Jupiter en juillet 1994. Il a également découvert les comètes périodiques 202P/Scotti (désignation provisoire P/2001 X2) et 244P/Scotti (désignation provisoire P/2000 Y3).
Les sujets de recherche de Scotti sont l'origine des comètes, l'évolution dynamique des comètes et des astéroïdes, les astéroïdes géocroiseurs et le système solaire extérieur.
L'astéroïde (3594) Scotti porte son nom.